# 加博尔·绍莫尔尧伊
加博尔·A·绍莫尔尧伊（英語：Gábor A. Somorjai，1935年5月4日—2025年7月7日），出生于匈牙利布达佩斯，加州大学伯克利分校教授，同时任职于劳伦斯伯克利国家实验室，是表面化学和催化作用的重要研究者。1998年绍莫尔尧伊因在该领域的贡献获沃尔夫奖，2000年获鲍林奖，2002年获国家科学奖章，2008年获普利斯特里奖。

## 早年
1935年绍莫尔尧伊出生于匈牙利布达佩斯的一个犹太人家庭，因为拉乌尔·瓦伦贝格在1944年签发给他母亲的瑞典护照使得绍莫尔尧伊和他的妹妹逃过了被纳粹送入集中营的命运，而不幸被送入他的父亲纳粹集中营。尽管后来他的父亲幸存了下来，但绍莫尔尧伊的大多数亲属死在了纳粹的集中营中。
1956年，当时正在布达佩斯科技经济大学学习化学工程专业的绍莫尔尧伊参与了当年的匈牙利十月事件，因此在苏联军队入侵匈牙利后绍莫尔尧伊离开了匈牙利前往美国，1960年在加州大学伯克利分校获得博士学位。之后加入IBM位于纽约州的研发部门但在1964年再次回到伯克利担任助理教授。

## 化学研究
二十世纪50至60年代随着低能电子衍射（LEED）等新技术的引入引发了表面研究的革命，因为硅作为半导体具有重要电学性能，所以早期的表面研究局限在研究硅的表面性质。而绍莫尔尧伊对铂等具有重要化学性能的金属的表面性质更感兴趣。
绍莫尔尧伊发现催化剂表面的缺陷是催化反应发生的地方，这些缺陷位能促使化学键的断裂和形成从而合成复杂的有机化合物比如将石脑油重整成汽油。这些发现促使人们对物质的粘附性和润滑性、摩擦和吸附有了更深刻的理解。他的研究对纳米技术也有重要的影响。
二十世纪90年代绍莫尔尧伊开始与沈元壤合作开发和频光谱技术，这一技术可在无需真空腔的条件下研究表面反应。